# جامعة بولتن

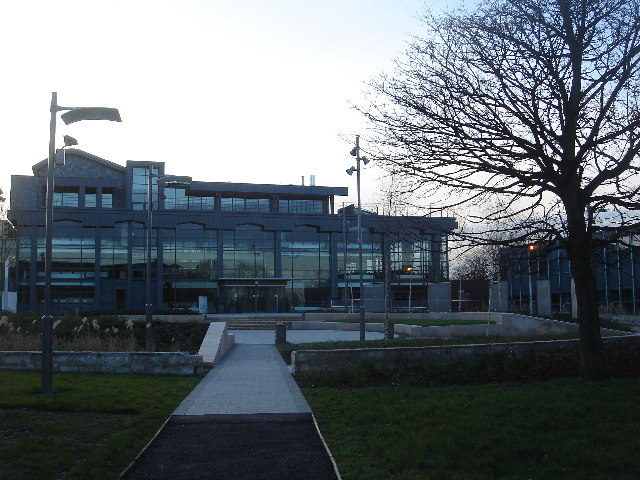

جامعة بولتن University of Bolton تقع في بلدة بولتن,مانشستر الكبرى, إنكلترا.
بها حوالي 14,000 طالب. تاسست عام 1992 م.

## وصلات خارجية
- موقع الجامعة